# Arrastradero
Arrastradero är en ort i Mexiko.   Den ligger i kommunen Zacazonapan och delstaten Mexiko, i den södra delen av landet, 120 km väster om huvudstaden Mexico City. Arrastradero ligger 1 394 meter över havet och antalet invånare är 180.
Terrängen runt Arrastradero är kuperad åt sydväst, men åt nordost är den bergig. Runt Arrastradero är det ganska tätbefolkat, med 116 invånare per kvadratkilometer. Närmaste större samhälle är Otzoloapan, 9,0 km nordväst om Arrastradero. I omgivningarna runt Arrastradero växer huvudsakligen savannskog.